# Курганная (Хакасия)
Курганная (хак. Кeргенніг) — деревня в Усть-Абаканском районе Хакасии. Входит в состав Солнечного сельсовета.

## География
Деревня Курганная расположена в степной местности. Деревню окружает степь. Вблизи деревни протекает р. Харасуг.
Расстояние до центра сельсовета — села Солнечное около 15 км, до муниципального центра Усть-Абакана примерно 30 км.
уличная сеть
1. Глинопорошковая улица
2. Железнодорожная улица
3. Курганная улица
4. Полевая улица
5. Урожайная улица

## История
В 1965 г. Указом Президиума ВС РСФСР деревня фермы № 3 Московского овцеводческого совхоза переименована в Курганная.

## Население
| 2002 | 2010 |
| ---- | ---- |
| 338  | →338 |

По данным Всероссийской переписи населения 2010 года 169 мужчин и 169 женщин из 338 чел.
Населенный пункт относится к категории сел и деревень с преимущественным большинством этнических хакасов — их около 70 % всего населения.

## Экономика
Сельское хозяйство — основной вид деятельности, в нём заняты около 30 % всего трудоспособного населения. Неподалёку от Курганной находятся крупные месторождение бетонитовой глины — ООО "Бентонит", каменного угля- разрез "Черногорский"
В последнее годы[уточнить] активно развиваться сельское хозяйство: работают 6 фермерских частных хозяйств.

## Инфраструктура
Начальная (была средняя) школа ликвидирована, присоединена как филиал к МБОУ «Солнечная СОШ»
Дошкольное образование в филиале «Курганная НОШ» МБОУ «Солнечная СОШ», ранее действовал малокомплектный детский сад